# Mozart der Taschendiebe
Mozart der Taschendiebe ist eine französische Kurzfilmkomödie von Philippe Pollet-Villard aus dem Jahr 2006.

## Handlung
Philippe und Richard arbeiten mit einer Gruppe spanischer Taschendiebe zusammen und bestehlen Passanten. Stets lässt sich einer der Spanier beim Diebstahl erwischen, Philippe und Richard erscheinen als vermeintliche Polizisten und „verhaften“ den Dieb, während die andere beiden Spanier das Durcheinander nutzen, um allen weiteren Passanten die Portemonnaies zu entwenden. Philipp und Richard, die in einem kleinen Hotel ein Zimmer haben und in einfachsten Verhältnissen leben, werden bei den Coups stets benachteiligt und erhalten in der Regel die Pässe der Bestohlenen, die sich nur schwer zu Geld machen lassen. Da sie sonst nichts können, bleiben sie bei der Truppe. Die Spanier werden bei einem Coup von echten Polizisten gefasst. Philippe und Richard, die stets abseits auf ihr Signal warten, verstellen sich als Touristen, Richard hat zudem einen kleinen Jungen, der in ihrer Nähe bettelte, an die Hand genommen. Als die Polizisten gegangen sind, begeben sich Philippe und Richard in ihr Hotel zurück und der Junge folgt ihnen. Er spricht nicht und beide vermuten, dass er auch taub ist. Abweisen lässt er sich nicht und am Ende hat Richard Mitleid und nimmt ihn mit ins Hotel.
Beide Männer erfahren, dass die gesamte spanische Bande verhaftet wurde und auch sämtliche Fälschungswerkzeuge für die Pässe konfisziert wurden. Sie wissen nicht, wie es weitergeht. Philippe entwickelt einen Plan, so will er Touristen überfallen, doch scheitert die Umsetzung, als Richard die Brieftasche des Touristen an den Jungen weitergibt und der sie arglos dem Touristen reicht. Philippe wird vom Touristen verprügelt und endet mit einer gebrochenen Nase. Frustriert weigert er sich später, mit Richard und dem Jungen ins Kino zu gehen. Im Kino wiederum nutzt der Junge die Dunkelheit, um unter den Kinosesseln hindurchzukriechen und heimlich die Taschen der Kinobesucher um die Geldbörsen zu erleichtern. Philippe und Richard sind fasziniert und begeistert und nennen den Jungen den Mozart der Taschendiebe. Bald sind sie in allen Kinos der Stadt aktiv und haben mit ihren Diebestouren großen Erfolg.
Eines Tages gehen sie zu dritt Bowling spielen. Der Junge kann die Kugel nicht richtig werfen und Philippe macht es ihm vor. Trotz perfekter Haltung schafft er es nicht, einen einzigen Kegel umzuwerfen. Richard und der Junge sind amüsiert, doch wird Philippe wütend. Er meint, dass er sich nicht konzentrieren kann, weil einige Bahnen weiter „eine Gruppe Arschlöcher“ solch einen Lärm mache. Ein Mann der Gruppe kommt zu Philippe und fordert eine Entschuldigung und auch Richard bittet Philippe, sich zu entschuldigen. Der jedoch weigert sich. Als die gesamte Gruppe zu ihm kommt, zeigt er ihnen seine gefälschte Polizeimarke und meint, er habe hier das Sagen. Die Gruppe wiederum zückt ihre echten Polizeimarken – Philippe, Richard und der Junge werden verhaftet. Die beiden Männer werden mit Handschellen gefesselt, während der Junge beiden gegenüber neben einem Polizisten sitzen darf. Unbemerkt zeigt er den beiden Männern, dass er wieder etwas gestohlen hat: den Schlüssel für die Handschellen. Beide Männer können sich ein Lachen kaum verkneifen.

## Auszeichnungen
Mozart der Taschendiebe erhielt 2007 den Großen Preis und den Jurypreis im nationalen Wettbewerb des Festival du Court-Métrage de Clermont-Ferrand. Der Film wurde 2008 mit einem Oscar in der Kategorie „Bester Kurzfilm“ ausgezeichnet. Zudem gewann er den César als bester Kurzfilm.